# 濱海群島
11°22′59″N 63°05′50″W / 11.38306°N 63.09722°W
濱海群島（西班牙語：Islas Los Testigos），又譯特斯蒂戈斯群島，是委內瑞拉的群島，位於加勒比海東南部，距離卡拉卡斯和瑪格麗塔島分別1400公里和80公里，由6座主要島嶼組成，總面積6.53平方公里。

## 外部連結
- About Los Testigos Islands （页面存档备份，存于）
- Map of the Dependencias Federales with location of the Los Testigos Islands
- Map of Los Testigos Islands